# Gouvernorat de Gaza-Nord
Le Gouvernorat de Gaza-Nord est un gouvernorat de l'État de Palestine se trouvant dans la bande de Gaza. Le plus grand camp de réfugiés de la bande de Gaza, le camp de Jabalia, se situe dans la gouvernorat. 

## Organisation
Le camp de réfugiés de Jabalia se trouve dans le gouvernorat de Gaza-Nord.

## Démographie
En 2023, la population du gouvernorat est estimée à 400 000 personnes.